# 海上自衛隊幹部学校

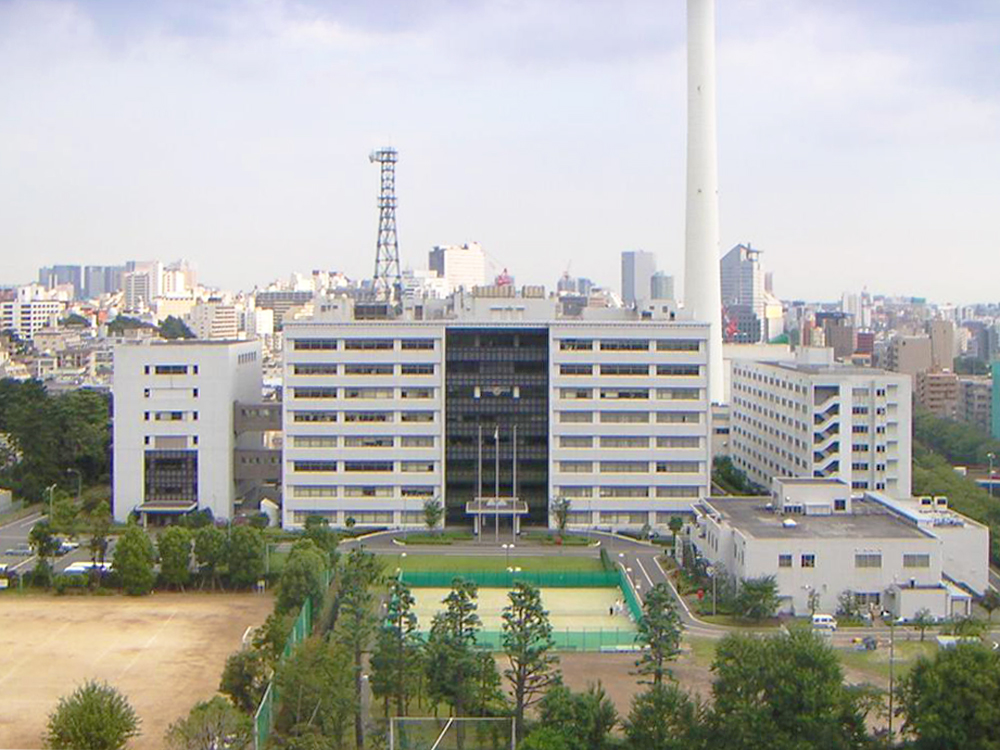
海上自衛隊幹部学校

海上自衛隊幹部学校（かいじょうじえいたいかんぶがっこう、JMSDF Staff College）とは、防衛省目黒地区（東京都目黒区中目黒）内に所在している、海上自衛隊の学校である。
大日本帝国海軍の海軍大学校に相当する、海上自衛隊の最高教育機関である。

## 概要
指揮幕僚課程（CS課程）・幹部高級課程・幹部特別課程の3課程が設置されており、上級指揮官及び幕僚の育成を目的としている。CS課程に入校するには、選抜試験に合格しなければならない。また、その上位課程である幹部高級課程の学生は、部隊勤務等を経たCS課程出身者（その他の課程も若干）の1佐、2佐の中から選考される。

## 沿革
- 1954年（昭和29年）9月1日：海上自衛隊幹部学校が神奈川県横須賀市田浦港町無番地の海上自衛隊術科学校内に新設。
- 1955年（昭和30年）
  - 3月28日：特修科課程、本科課程開始。
  - 4月1日：開校記念式典実施。
- 1956年（昭和31年）
  - 6月16日：幹部学校が小平駐屯地に移転。
  - 7月5日：指揮幕僚課程開始。
- 1957年（昭和32年）
  - 4月1日：教育部が発足。
  - 7月16日：研究部が発足。
- 1958年（昭和33年）
  - 2月1日：教育部に第1・第2教官室、研究部に企画資料室、第1・第2研究室を設置。
  - 11月4日：本科課程を幹部高級課程に改称。
- 1959年（昭和34年）
  - 9月7日：特修科課程を幹部特別課程に改称。
  - 12月16日：副校長が設置。
  - 12月20日：幹部学校が市ヶ谷地区に移転。
- 1960年（昭和35年）8月1日：資料課が新設。
- 1987年（昭和62年）5月21日：企画室が新設。
- 1994年（平成06年）10月1日：幹部学校が目黒地区に移転。図演装置運用課が新設。
- 1996年（平成08年）5月1日：会計課が新設。
- 1999年（平成11年）4月1日：企画室が廃止、計画課が新設。
- 2013年（平成25年）5月16日：内部組織の改編（企画部・防衛戦略教育研究部・運用教育研究部の三部体制）

## 設置されている課程
- 幹部高級課程
- 指揮幕僚課程
- 幹部特別課程

## 組織
- 企画部
  - 総務課
  - 企画課
  - 会計課
  - 資料課

- 防衛戦略教育研究部
  - 教務課
  - 主任教官（3人）
  - 主任研究開発官（1人）
  - 学校教官
  - 研究部員

- 運用教育研究部
  - 図演装置運用課
  - 主任教官（3人）
  - 主任研究開発官（1人）
  - 学校教官
  - 研究部員

### 以前の組織
2013年（平成25年）5月16日以前の組織は下記の通りである。
- 総務課
- 計画課
- 会計課
- 資料課

- 教育部
  - 教務課
  - 主任教官（4人）
  - 学校教官

- 研究部
  - 図演装置運用課
  - 主任研究開発官（4人）
  - 研究部員

## 主要幹部
| 官職名               | 階級    | 氏名     | 補職発令日     | 前職                                               |
| -------------------- | ------- | -------- | -------------- | -------------------------------------------------- |
| 海上自衛隊幹部学校長 | 海将    | 石巻義康 | 2024年12月20日 | 海上自衛隊第1術科学校長                            |
| 副校長               | 海将補  | 吉岡猛   | 2025年03月24日 | 海上幕僚監部指揮通信情報部長                       |
| 企画部長             | 1等海佐 | 梅澤正明 | 2024年03月25日 | 統合幕僚学校企画室長                               |
| 防衛戦略教育研究部長 | 1等海佐 | 小林知典 | 2024年12月19日 | 佐世保警備隊司令 →2024.3.25 海上自衛隊幹部学校勤務 |
| 運用教育研究部長     | 1等海佐 | 坂野祐輔 | 2024年04月01日 | 沖縄基地隊司令 →2024.3.22 海上自衛隊幹部学校勤務   |

| 代 | 氏名       | 在職期間                | 出身校・期             | 前職                                                    | 後職                                | 備考   |
| -- | ---------- | ----------------------- | ---------------------- | ------------------------------------------------------- | ----------------------------------- | ------ |
| 01 | 安藤平八郎 | 1954.9.1 - 1954.9.19    | 東高船（機） 昭和2年卒 | 術科学校長専任 ※海上自衛隊術科学校長兼任                | 兼務解除                            | 海将補 |
| 02 | 中山定義   | 1954.9.20 - 1956.7.31   | 海兵54期・ 海大36期    | 佐世保地方総監                                          | 第2護衛隊群司令                     | 海将補 |
| 03 | 溪口泰麿   | 1956.8.1 - 1960.3.15    | 海兵51期・ 海大33期    | 自衛艦隊司令 兼 第1護衛隊群司令                         | 退職                                |        |
| 04 | 寺井義守   | 1960.3.16 - 1961.7.31   | 海兵54期・ 海大36期    | 横須賀地方総監                                          | 海上幕僚監部付 →1961.10.16 退職     |        |
| 05 | 渡辺信義   | 1961.8.1 - 1962.7.15    | 東高船（航） 昭和2年卒 | 海上幕僚副長                                            | 海上幕僚監部付 →1962.11.27 停年退官 |        |
| 06 | 鈴木英     | 1962.7.16 - 1964.12.30  | 海兵55期・ 海大38期    | 自衛艦隊司令官                                          | 退職                                |        |
| 07 | 永井 昇    | 1964.12.31 - 1967.1.15  | 海兵59期               | 呉地方総監 →1964.12.16 海上幕僚監部付                   | 退職                                |        |
| 08 | 森永正彦   | 1967.1.16 - 1968.3.31   | 海兵59期               | 呉地方総監                                              | 退職                                |        |
| 09 | 高橋定     | 1968.4.1 - 1969.12.31   | 海兵61期               | 海上自衛隊第1術科学校長                                 | 退職                                |        |
| 10 | 石塚 榮    | 1970.1.1 - 1971.1.1     | 海兵63期               | 海上自衛隊第1術科学校長                                 | 退職                                |        |
| 11 | 筑土龍男   | 1971.1.16 - 1972.6.30   | 海兵63期               | 呉地方総監                                              | 退職                                |        |
| 12 | 藪下利治   | 1972.7.1 - 1973.6.30    | 海兵66期               | 海上自衛隊第1術科学校長                                 | 佐世保地方総監                      |        |
| 13 | 國嶋清矩   | 1973.7.1 - 1976.3.15    | 海兵68期               | 舞鶴地方総監                                            | 自衛艦隊司令官                      |        |
| 14 | 齋藤國二朗 | 1976.3.16 - 1977.8.31   | 海兵70期               | 護衛艦隊司令官                                          | 自衛艦隊司令官                      |        |
| 15 | 寺部甲子男 | 1977.9.1 - 1980.2.14    | 海兵71期               | 海上自衛隊第1術科学校長                                 | 退職                                |        |
| 16 | 門松安彦   | 1980.2.15 - 1981.3.30   | 海兵72期               | 航空集団司令官                                          | 退職                                |        |
| 17 | 片桐宏平   | 1981.3.31 - 1982.6.30   | 海兵74期               | 統合幕僚会議事務局第3幕僚室長                           | 横須賀地方総監                      |        |
| 18 | 田村 豊    | 1982.7.1 - 1984.3.1     | 海兵75期               | 海上自衛隊幹部候補生学校長                              | 退職                                |        |
| 19 | 沖 為雄    | 1984.3.2 - 1985.7.31    | 立教大・ 1期幹候       | 統合幕僚会議事務局第1幕僚室長 →1983.3.16 海上幕僚監部付 | 横須賀地方総監                      |        |
| 20 | 富田成昭   | 1985.8.1 - 1986.6.16    | 鹿児島大・ 6期幹候     | 第21航空群司令                                          | 教育航空集団司令官                  |        |
| 21 | 佐久間一   | 1986.6.17 - 1988.7.6    | 防大1期                | 海上幕僚監部防衛部長                                    | 佐世保地方総監                      |        |
| 22 | 伊藤達二   | 1988.7.7 - 1990.3.15    | 防大2期                | 海上自衛隊幹部候補生学校長                              | 統合幕僚会議事務局長                |        |
| 23 | 山本 誠    | 1990.3.16 - 1991.6.30   | 防大4期                | 練習艦隊司令官 →1989.12.15 海上幕僚監部付               | 呉地方総監                          |        |
| 24 | 猪狩 眞    | 1991.7.1 - 1992.6.15    | 防大4期                | 海上幕僚監部調査部長                                    | 大湊地方総監                        |        |
| 25 | 福地建夫   | 1992.6.16 - 1993.3.23   | 防大5期                | 舞鶴地方総監                                            | 横須賀地方総監                      |        |
| 26 | 加藤武彦   | 1993.3.24 - 1994.12.14  | 防大6期                | 海上幕僚監部装備部長                                    | 呉地方総監                          |        |
| 27 | 古賀雄次郎 | 1994.12.15 - 1996.6.30  | 防大7期                | 海上幕僚監部装備部長                                    | 退職                                |        |
| 28 | 林博太郎   | 1996.7.1 - 1997.6.30    | 防大7期                | 護衛艦隊司令官                                          | 退職                                |        |
| 29 | 谷 勝治    | 1997.7.1 - 1999.3.30    | 防大11期               | 統合幕僚会議事務局第1幕僚室長                           | 海上幕僚副長                        |        |
| 30 | 山田道雄   | 1999.3.31 - 2000.3.29   | 防大11期               | 開発指導隊群司令                                        | 海上幕僚副長                        |        |
| 31 | 福谷 薫    | 2000.3.30 - 2001.1.10   | 防大12期               | 航空集団司令官                                          | 横須賀地方総監                      |        |
| 32 | 牧本信近   | 2001.1.11 - 2003.3.26   | 防大13期               | 大湊地方総監                                            | 自衛艦隊司令官                      |        |
| 33 | 中島榮一   | 2003.3.27 - 2004.8.29   | 防大15期               | 教育航空集団司令官                                      | 自衛艦隊司令官                      |        |
| 34 | 岡 俊彦    | 2004.8.30 - 2005.7.27   | 防大14期               | 舞鶴地方総監                                            | 退職                                |        |
| 35 | 田村 力    | 2005.7.28 - 2006.8.3    | 防大15期               | 潜水艦隊司令官                                          | 退職                                |        |
| 36 | 倉本憲一   | 2006.8.4 - 2007.7.3     | 防大19期               | 海上幕僚監部防衛部長                                    | 教育航空集団司令官                  |        |
| 37 | 泉 徹      | 2007.7.4 - 2008.7.31    | 防大17期               | 舞鶴地方総監                                            | 自衛艦隊司令官                      |        |
| 38 | 武田壽一   | 2008.8.1 - 2009.7.20    | 防大19期               | 大湊地方総監                                            | 呉地方総監                          |        |
| 39 | 畑中裕生   | 2009.7.21 - 2010.7.25   | 防大22期               | 統合幕僚監部防衛計画部長                                | 航空集団司令官                      |        |
| 40 | 吉田正紀   | 2010.7.26 - 2012.3.29   | 防大23期               | 海上幕僚監部指揮通信情報部長                            | 佐世保地方総監                      |        |
| 41 | 福本 出    | 2012.3.30 - 2014.8.4    | 防大23期               | 掃海隊群司令                                            | 退職                                |        |
| 42 | 山下万喜   | 2014.8.5 - 2015.8.3     | 防大27期               | 海上幕僚監部防衛部長                                    | 佐世保地方総監                      |        |
| 43 | 大塚海夫   | 2015.8.4 - 2017.12.19   | 防大27期               | 自衛艦隊司令部幕僚長                                    | 情報本部長                          |        |
| 44 | 湯浅秀樹   | 2017.12.20 - 2019.3.31  | 防大30期               | 掃海隊群司令                                            | 護衛艦隊司令官                      |        |
| 45 | 乾悦久     | 2019.4.1 - 2020.12.21   | 防大31期               | 海上幕僚監部総務部長                                    | 大湊地方総監                        |        |
| 46 | 真殿知彦   | 2020.12.22 - 2022.12.22 | 防大33期               | 横須賀地方総監部幕僚長                                  | 海上幕僚副長                        |        |
| 47 | 江川 宏    | 2022.12.23 - 2024.12.19 | 防大34期               | 統合幕僚監部防衛計画部長                                | 情報本部長                          |        |
| 48 | 石巻義康   | 2024.12.20 -            | 防大36期               | 海上自衛隊第1術科学校長                                 |                                     |        |